# ويندي ويلان
ويندي ويلان (بالإنجليزية: Wendy Whelan)‏ هي راقصة باليه أمريكية، ولدت في 7 مايو 1967 في لويفيل في الولايات المتحدة.